# دورچی
محمّد رشیدیان دُرچه (زاده ۱۴ مرداد ۱۳۷۴) که با نام دورچی شناخته می‌شود، خواننده و رپر اهل ایران است.
موسیقی او شامل سبک‌های رپ فارسی و ترپ می‌شود.

## زندگی و حرفه
دورچی یکی از رپرهای نسل چهارم رپ فارسی است. او فعالیت خود را در سال ۱۳۹۹ با آهنگ «طلوع» آغاز کرد. او به دلیل داشتن صدا و سبک خاص خود توانست به سرعت با آهنگ‌های «پیله»، «ممفیس» و «چیزهای لعنتی» مخاطبان زیادی را به سمت خود جذب کند. به گفته خود او در مصاحبه با برنامه «یک ساعت با زیرزمین» زندگی سختی داشته است و پس از چندین سال تمرین و تلاش بالاخره اولین آهنگ خود را منتشر می‌کند.
او در ۷ اوت ۲۰۲۳ تصمیم به انتشار آهنگی با نام «چیزهای لعنتی (Damn Things)» گرفت. این آهنگ بازخورد قابل توجهی در شبکه‌های اجتماعی و سرویس‌های مختلف موسیقی دریافت کرد.

## دستگیری و بازداشت
دورچی در ۶ شهریور ۱۴۰۲ به‌دلیل انتشار موزیک «چیزهای لعنتی» که حاوی الفاظ رکیک بود، توسط مأموران امنیتی جمهوری اسلامی بازداشت شد و اندکی بعد به قید وثیقه آزاد شد.

## ترانه‌شناسی

### آلبوم‌های استودیویی
| عنوان        | جزئیات |
| ------------ | --- |
| مروارید جوان | انتشار: ۲۲ فوریه ۲۰۲۵ - ناشر: Love6boyz - فرمت: دانلود دیجیتال، استریمینگ - سبک: هیپ هاپ، رپ آلترناتیو، آراندبی، ترپ، ترپ ملودیک، مامبل رپ - مدت زمان: ۳۶:۳۸ - تهیه‌کنندگان: Therichpia، Arda |

### تک‌آهنگ‌ها
| عنوان                                   | تاریخ انتشار    | مدت زمان |
| --------------------------------------- | --------------- | -------- |
| "طلوع (Sunrise Freestyle)"              | ۱۳ دسامبر ۲۰۲۰  | ۲:۲۷     |
| "می‌سوزم (Misozam)"                      | ۲۷ نوامبر ۲۰۲۱  | ۲:۲۲     |
| "کلافگی (Kalafegi)"                     | ۴ آوریل ۲۰۲۲    | ۳:۵۶     |
| "تایپ (TYP)"                            | ۳ مه ۲۰۲۲       | ۲:۵۱     |
| "پیله (PILE)"                           | ۱۱ مه ۲۰۲۲      | ۲:۵۸     |
| "عشق دردناک (PAINFUL LOVE)"             | ۱۰ اوت ۲۰۲۲     | ۲:۲۲     |
| "ممفیس (Memphis)"                       | ۱۸ ژوئیه ۲۰۲۲   | ۲:۵۲     |
| "ری‌ری (RIRI)"                           | ۲۶ ژوئیه ۲۰۲۲   | ۲:۴۰     |
| "قتل عمد (Ghatle Amd)"                  | ۱۰ آوریل ۲۰۲۴   | ۳:۳۶     |
| "عمراً (Omran)"                          | ۴ فوریه ۲۰۲۳    | ۱:۴۷     |
| "تاریک‌ترین (Tariktarin)"                | ۲۴ فوریه ۲۰۲۳   | ۳:۲۲     |
| "دیوانه (Crazy)"                        | ۲۱ مارس ۲۰۲۳    | ۲:۲۳     |
| "افسانه‌ای (Legendary)"                  | ۲۵ آوریل ۲۰۲۳   | ۳:۳۸     |
| "ریاکار (Insincere)"                    | ۱۰ مه ۲۰۲۳      | ۳:۰۵     |
| "عشق (Eshgh)"                           | ۱۸ ژوئیه ۲۰۲۳   | ۴:۰۵     |
| "بی‌حسی (B HESSI)"                       | ۱۹ ژوئیه ۲۰۲۳   | ۳:۳۶     |
| "چیزهای لعنتی (Damn Things)"            | ۷ اوت ۲۰۲۳      | ۳:۴۸     |
| "قبل اینکه بری (Before You Gone)"       | ۱ فوریه ۲۰۲۴    | ۲:۵۷     |
| "مروارید (Morvarid)"                    | ۱۱ مارس ۲۰۲۴    | ۴:۰۹     |
| "سوت (SOOT)"                            | ۲۹ مارس ۲۰۲۴    | ۳:۱۶     |
| "نی (Ni)"                               | ۱۳ آوریل ۲۰۲۴   | ۴:۰۳     |
| "سورپرایز (Surprise)"                   | ۲۲ آوریل ۲۰۲۴   | ۳:۴۰     |
| "اعتماد ندارم بهت (Etemad Nadaram Bet)" | ۱ ژوئن ۲۰۲۴     | ۳:۰۹     |
| "بهشت (Behesht)"                        | ۳ ژوئیه ۲۰۲۴    | ۳:۲۰     |
| "میلیون (Million)"                      | ۲۵ ژوئیه ۲۰۲۴   | ۲:۱۲     |
| "نمیدونم (IDK)"                         | ۱۳ سپتامبر ۲۰۲۴ | ۳:۴۹     |
| "H2CO3"                                 | ۲۹ اکتبر ۲۰۲۴   | ۲:۱۷     |

## همکاری‌ها
دورچی در آثار خود با تهیه‌کنندگان و بیت‌زنانی چون Therichpia، Arda، اشکان کاگان و سعید دهقان همکاری کرده است.  
- اشکان کاگان به‌عنوان تهیه‌کننده در تک‌آهنگ «Before You Gone» (۱ فوریه ۲۰۲۴) حضور داشته است.[۱۰][۱۱]
- سعید دهقان نقش تهیه‌کننده و مهندس میکس و مَسترینگ را در تک‌آهنگ «Morvarid» (۱۱ مارس ۲۰۲۴) بر عهده داشته‌است.[۱۲][۱۳]